# Appenninia
Appenninia è un toponimo con cui alcuni geografi agli inizi del Novecento indicavano l'Italia centrale e meridionale, ossia l'Italia appeninica, in contrapposizione all'Italia settentrionale, definita Padania, termine che al contrario ha avuto una certa fortuna a partire dagli anni novanta del Novecento per l'uso politico-ideologico da parte della Lega Nord. Il toponimo, oltre che in ambito geografico, era anche utilizzato in campo economico e dalla pubblica amministrazione dell'epoca. Veniva comunque fatto notare come l'Appenninia fosse une regione priva di unità, e quindi centrifuga, a cagione delle barriere orografiche di difficile transito.
Il toponimo "Appenninia" fu riportato tra gli altri dal geografo Angelo Mariani, che pubblicò nel 1910 per Hoepli un manuale dal titolo Geografia economico sociale dell'Italia in cui la trattazione dell'argomento è suddivisa in due parti, Padania e Appenninia, con riferimento ad atti parlamentari del Regno d'Italia.
Ettore Ricci, nell'opera Costituzione e storia geologica d'Italia (1935) suddivise poi ulteriormente il Nord in Padania e Alpinia, oltre all'Appenninia e alle due isole maggiori, Sicilia e Sardegna.